# جیمز بوت
جیمز بوت (انگلیسی: James Booth؛ ‏ ۱۹ دسامبر ۱۹۲۷ – ۱۱ اوت ۲۰۰۵) بازیگر اهل بریتانیا بود.
از فیلم‌ها یا برنامه‌های تلویزیونی که وی در آن نقش داشته است، می‌توان به ماچو کالاهان، زولو، مراقبت از مامان، پرورش داده، برانیگان، خواننده جاز اشاره کرد.